# Dalton Prout
Dalton Prout (* 13. März 1990 in Kingsville, Ontario) ist ein ehemaliger kanadischer Eishockeyspieler und derzeitiger -scout, der im Verlauf seiner aktiven Karriere zwischen 2006 und 2020 unter anderem 266 Spiele für die Columbus Blue Jackets, New Jersey Devils, Calgary Flames und San Jose Sharks in der National Hockey League (NHL) auf der Position des Verteidigers bestritten hat.

## Karriere
Prout wurde in Kingsville geboren und begann im Alter von sieben Jahren mit dem Eishockeyspielen. In seiner Jugend spielte er unter anderem für die Windsor Junior Spitfires, ehe ihn die Sarnia Sting in der Priority Selection der Ontario Hockey League (OHL) an 21. Position auswählten. Mit Beginn der Saison 2006/07 lief der Verteidiger für die Sting auf, blieb dem Team jedoch nur etwas mehr als ein Jahr erhalten, da er im Dezember 2007 in einem mehrere Spieler und Draft-Wahlrechte umfassenden Tauschgeschäft an die Barrie Colts abgegeben wurde. In der Saison 2009/10 stieg er zum Assistenzkapitän der Colts auf und kam zudem auf einen persönlichen Bestwert von 21 Scorerpunkten in 63 Spielen. Im Anschluss wurde er im NHL Entry Draft 2010 an 154. Position von den Columbus Blue Jackets ausgewählt. Prout kehrte jedoch vorerst für ein weiteres Jahr in die OHL zurück, das er bei den Colts und nach einem weiteren Wechsel bei den Saginaw Spirit verbrachte.
Nach der Saison 2010/11 unterzeichnete Prout bei den Blue Jackets einen Einstiegsvertrag und wurde vorerst bei deren Farmteam, den Springfield Falcons, in der American Hockey League (AHL) eingesetzt. Gegen Ende der Spielzeit debütierte der Kanadier bei den Blue Jackets in der National Hockey League (NHL) und kam in der Folge auf fünf Einsätze. Diesen fünf folgten weitere 28 Spiele in der Saison 2012/13, wobei Prout auf eine Plus/Minus-Statistik von +15 kam, damit sein Team anführte und zugleich den dritten Rang aller Rookies in der NHL belegte. In den folgenden Jahren stiegen seine Einsatzzeiten in der NHL kontinuierlich, bis er in der Saison 2014/15 nicht mehr in der AHL bzw. ausschließlich in der NHL zum Einsatz kam. Im März 2016 verlängerte der Verteidiger seinen Vertrag in Columbus um weitere zwei Jahre bis zum Ende der Saison 2017/18.
Nach knapp fünfeinhalb Jahren und über 200 NHL-Einsätzen in Columbus gaben ihn die Blue Jackets zur Trade Deadline am 1. März 2017 an die New Jersey Devils ab und erhielten im Gegenzug Kyle Quincey. Dort verlor der Verteidiger mit Beginn der Saison 2017/18 seinen Stammplatz im NHL-Aufgebot und wurde in der Folge im Dezember 2017 im Tausch für Eddie Läck an die Calgary Flames abgegeben. Dort kam er wiederum bis zum Saisonende ausschließlich in der AHL bei den Stockton Heat zum Einsatz. Anschließend wechselte er im Juli 2019 als Free Agent zu den San Jose Sharks, die seinen auslaufenden Vertrag im Oktober 2020 nicht verlängerten. Prout beendete daraufhin seine aktive Karriere und wurde in der Folge als Scout von den Florida Panthers verpflichtet.

## Karrierestatistik
(Legende zur Spielerstatistik: Sp oder GP = absolvierte Spiele; T oder G = erzielte Tore; V oder A = erzielte Assists; Pkt oder Pts = erzielte Scorerpunkte; SM oder PIM = erhaltene Strafminuten; +/− = Plus/Minus-Bilanz; PP = erzielte Überzahltore; SH = erzielte Unterzahltore; GW = erzielte Siegtore; 1 Play-downs/Relegation; Kursiv: Statistik nicht vollständig)